# Gradim (treinador de futebol)
Francisco de Souza Ferreira, mais conhecido como Gradim (Vassouras, 15 de junho de 1908 — Rio de Janeiro, 12 de junho de 1987), foi um treinador e ex-futebolista brasileiro, que atuou como atacante.

## Carreira

### Como jogador
Bonsucesso e Vasco
Grande cabeceador, Gradim chegou ao Bonsucesso no inicio dos anos 30. Pelo Bonsucesso, o esforçado atacante Gradim conquistou espaço rapidamente, o suficiente para ser campeão da Copa Rio Branco pela Seleção Brasileira em 1932, ao lado do astro e companheiro de clube Leônidas da Silva.
Ao deixar o Bonsucesso, Gradim passou pelo Flamengo para em seguida firmar compromisso com o Vasco da Gama, onde conquistou o título do Campeonato carioca de 1934. Foi atacante vascaino em 1934 até o início de 1936.
Depois do Vasco da Gama, ainda como jogador voltou ao mesmo Bonsucesso e depois viveu suas primeiras experiências como treinador no quadro juvenil e chegou ao título carioca da categoria em 1939.
Alguns sites de forma errada registram que Gradim (o carioca Francisco de Souza Ferreira) jogou pelo Santos e pelo Jabaquara no período compreendido entre 1936 e 1947. Contudo, o Gradim tratado aqui não jogou pelo Santos ou mesmo pelo Jabaquara.
Em dezembro de 2015, o site “acervosantosfc.com” publicou o perfil completo do gaúcho de Taquara (RS) Adhemar de Oliveira, que também ficou conhecido como “Gradim”, o primeiro curinga da Vila Belmiro.
Esse outro “Gradim” começou sua trajetória esportiva no Grêmio Força e Luz de Porto Alegre em 1931. Foi contratado pelo Santos após grande desempenho no selecionado gaúcho. Posteriormente encerrou sua carreira no Jabaquara.

### Como treinador
Gradim permaneceu treinando o Bonsucesso durante um bom tempo, antes de chegar bem recomendado ao Fluminense para desenvolver o mesmo trabalho nas categorias de base.
Algum tempo depois, Gradim foi aproveitado como assistente técnico de Zezé Moreira em 1951, uma fase de grande aprendizado!
Com Zezé Moreira na Seleção Brasileira, Gradim assumiu o quadro principal do Fluminense em 1954. Em seguida trabalhou com Sylvio Pirillo, até ser convidado como auxiliar técnico de Oswaldo Brandão na Seleção Brasileira.
Em 1957 foi para o Vasco da Gama, também como auxiliar do promissor Martim Francisco. Assumiu o time principal do cruzmaltino em 1958 para conquistar o Torneio Início do Rio de Janeiro, o Torneio Rio-São Paulo e o Supercampeonato Carioca.
Muitos sites confundem o Gradim (Francisco de Souza Ferreira) com o olheiro "Seu Gradim" de Caxias (descobridor do ídolo Roberto Dinamite), esse "Seu Gradim" se chamava Fernando Ramos Soares e faleceu em 2010 aos 81 anos, já o ex-treinador Gradim faleceu em 1987.
Olhar experiente, Gradim revelou o centroavante Dario no Campo Grande (RJ). Ofereceu oportunidades para Almir Pernambuquinho começar no Vasco da Gama e promoveu o meio-campista Givanildo no Santa Cruz.
Gradim também foi elemento importante na preparação do selecionado olímpico que foi aos jogos de Roma em 1960.
Trabalhou ainda no, Atlético Mineiro, Náutico, Santa Cruz, Bangu, Campo Grande-RJ e no Barcelona de Guayaquil, onde foi campeão equatoriano em 1963.
Conforme artigo da revista Placar em 25 de novembro de 1977, Gradim era um dos treinadores mais baratos do “brasileirão”. Recebia apenas 6.800 cruzeiros por mês treinando o juvenil do Santa Cruz. Depois foi reajustado para 12.800 quando precisou assumir o elenco de profissionais.

## Morte
Gradim morreu no dia 12 de junho de 1987, três dias antes de completar 79 anos, na capital carioca.

## Títulos

### Como jogador
Seleção brasileira
- Copa Rio Branco: 1932

Vasco da Gama
- Campeonato Carioca: 1934

### Como auxiliar
Fluminense
- Torneio Início do Rio de Janeiro: 1954

Vasco da Gama
- Torneio Internacional de Santiago: 1957
- Torneio Quadrangular de Lima: 1957
- Torneio Internacional de Paris de 1957
- Troféu Teresa Herrera: 1957

### Como treinador
Bonsucesso
- Campeonato Carioca de juvenil (Sub-20): 1939

Fluminense
- Campeonato Carioca de juvenil (Sub-20): 1955

Vasco da Gama
- Campeonato Carioca: 1958
- Torneio Rio-São Paulo: 1958
- Torneio Início do Rio de Janeiro: 1958
- Taça Cidade do Rio de Janeiro: 1959

Bangu
- Torneio de Viena (Áustria): 1961
- Torneio Quadrangular Internacional do Equador: 1962

Barcelona de Guayaquil
- Campeonato Equatoriano: 1963[9]